# Leonti Mroveli
Leonti Mroveli (en georgiano: ლეონტი მროველი) fue un historiador y sacerdote georgiano del siglo XI. Mroveli no es su apellido, sino que proviene de haber ocupado la silla del obispado de Ruisi (cerca de Urbnisi) hacia 1066. Por ello, a veces también se le denomina Leontius de Ruisi.
Algunos historiadores le atribuyen la autoría del Kartlis Tsjovreba, unas crónicas georgianas del siglo XI. Otros creen que simplemente fue el recopilador. En cualquier caso, Leonti Mroveli, en su función de cronista, desplazó el centro de gravedad de la literatura en georgiano de los textos eclesiásticos a los seculares.